# Chase Josey
Chase Josey (Hailey, 31 marzo 1995) è uno snowboarder statunitense, specializzato nell'halfpipe.

## Biografia
Specializzato nell'halfpipe e attivo in gare FIS dal febbraio 2009, Josey ha debuttato in Coppa del Mondo il 12 gennaio 2013, giungendo 8º a Copper Mountain e ha ottenuto il suo primo podio il 24 gennaio 2016, chiudendo 2º a Mammoth Mountain nella gara vinta dal giapponese Ryō Aono. Il 21 gennaio 2017 ha vinto la sua prima gara a Laax.
In carriera ha preso parte a due rassegne olimpiche e a tre iridate.

## Palmarès

### Coppa del Mondo
- Miglior piazzamento nella Coppa del Mondo generale di freestyle: 9º nel 2017
- Miglior piazzamento nella Coppa del Mondo di halfpipe: 2º nel 2017
- 4 podi:
  - 1 vittoria
  - 1 secondo posto
  - 2 terzi posti

#### Coppa del Mondo - vittorie
| Data            | Luogo | Paese    | Disciplina |
| --------------- | ----- | -------- | ---------- |
| 21 gennaio 2017 | Laax  | Svizzera | HP         |

Legenda:

HP = Halfpipe